# 特洛伊战争

當時希臘城邦局勢

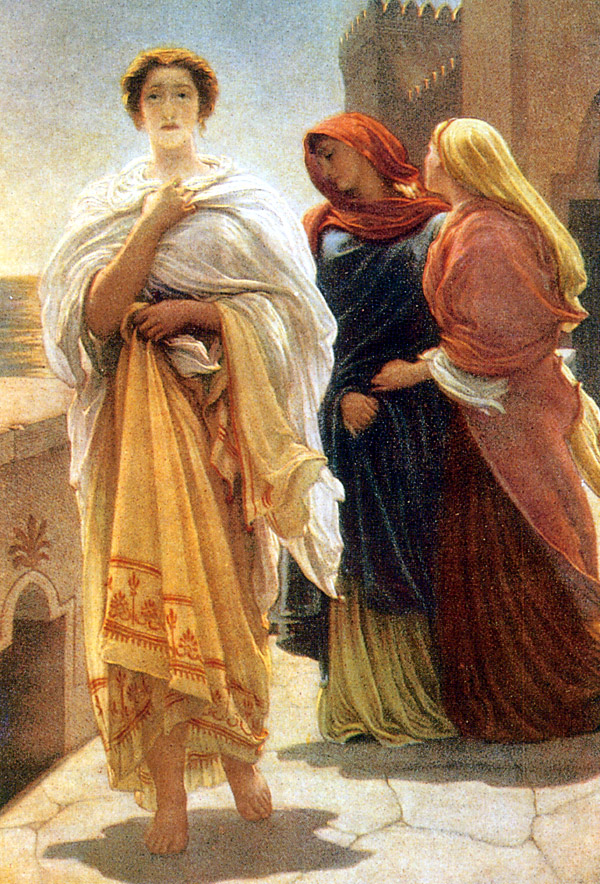
1865年油畫中的海倫

特洛伊戰爭是希臘神話中特洛伊的帕里斯與海倫私奔後，亞該亞人對特洛伊城發動的戰爭。
這場戰爭是希臘神話中最重要的事件之一，在許多作品中都有提及，包括荷馬的《伊利亞特》和《奧德賽》。《伊利亞特》的核心部分（第二至二十三冊）描述了長達十年的特洛伊圍城戰第十年的四天兩夜；《奧德賽》描述了戰爭英雄之一奧德修斯返鄉的故事。 戰爭的其他情節為希臘悲劇和希臘文學的其他作品以及維吉爾和奧維德等羅馬詩人提供了素材。
古希臘人認為特洛伊位於達達尼爾海峽附近，特洛伊戰爭是公元前13或12世紀的歷史事件。但到公元19世紀中葉，該城市和該戰爭通常被認為是非歷史的。然而1868年，德國考古學家海因里希·施利曼會見了英國業餘考古學家 Frank Calvert，此時 Calvert 說服施利曼指出特洛伊是一座真實的城市，位於現今土耳其的 Hisarlik。根據施利曼等人的發掘，該城市的存在到目前已為大多學者所接受。
特洛伊戰爭的故事是否為史實，至今仍有爭論。許多學者認為它具有歷史成分，但可能只是意味荷馬的故事是青銅時代邁錫尼希臘人的各種勝利和遠征故事的混合體。那些相信這些故事是關於真實歷史衝突的人通常認為它們可以追溯到公元前12世紀或11世紀。其中被優先考慮的日期是埃拉托斯特尼給出的日期：公元前1194年至1184年間，這大致對應於毀滅特洛伊VII和青銅時代晚期（參看青銅時期晩期崩潰）結束的災難性火災的考古證據。

## 傳說中的戰爭過程

### 美女海倫
斯巴達國王廷達柔斯的女兒海倫，美貌冠絕希臘，求婚者接踵而來以致內訌爭鬥，令廷達柔斯不知所措。最後其中一位求婚者機智的奧德修斯向廷達柔斯進言：「讓海倫自己決定，並讓所有求婚者起誓，他們對海倫的丈夫永不拿起武器攻擊他，他求援時全力幫助他。」所有求婚者應允後，海倫就挑選了阿特柔斯之子墨涅拉俄斯。廷達柔斯死後，墨涅拉俄斯就成了斯巴達國王。

### 婚宴上的金蘋果
在色薩利國王佩琉斯及海洋女神忒提斯的婚禮上，只有不和女神厄里斯沒被邀請參加，厄里斯心懷憤恨，便想出詭計，將一個寫著「給最美麗的女神」的金蘋果扔在宴會上，送給赫拉、雅典娜及愛芙蘿黛蒂三個女神。三個女神各自理所當然地認為自己是金蘋果的應得者，爭持不下後決定請求宙斯裁判，但宙斯卻拒絕作出裁判，於是三位女神就帶著蘋果到伊達山上，找特洛伊國王普里阿摩斯的兒子帕里斯作出裁決。

### 帕里斯的裁決
帕里斯是普里阿摩斯及赫庫芭的兒子。赫庫芭生他前作了一個噩夢，夢到特洛伊受大火洗禮，預言家告訴赫庫芭這個兒子將毀了特洛伊，因此普里阿摩斯就把帕里斯拋棄在伊達山，後來由阿戈拉奧斯養大了他。
此時三個女神來到帕里斯的面前要他作裁決，三個女神都以獎品誘惑他，赫拉答應給他當全亞洲的王，雅典娜給他最高的軍功，而愛芙蘿黛蒂則給他世上最漂亮的女子海倫作妻。最後帕里斯把金蘋果交了給愛芙蘿黛蒂，成了愛芙蘿黛蒂的寵兒，而赫拉及雅典娜則因此決心毀滅特洛伊人。
其後，帕里斯在特洛伊競技會上力壓其他對手，並被普里阿摩斯認出而正式成為王子，帕里斯受到愛芙蘿黛蒂的唆使，乘船到斯巴達找海倫，他和朋友埃涅阿斯作為客人探訪斯巴達國王墨涅拉俄斯，宴上帕里斯及海倫互生情愫。過了幾天，趁著墨涅拉俄斯到克里特島時，帕里斯就唆使海倫離開丈夫，跟他同赴特洛伊，海倫為了愛情拋棄家庭，三天後他們就回到了特洛伊。

### 召集英雄
當帕里斯一登船，眾神就派使者彩虹女神伊里斯到克里特島找墨涅拉俄斯，墨涅拉俄斯回到斯巴達後，見到財寶被劫走，海倫又離他而去後，他怒火萬丈，並找他的哥哥迈锡尼国王阿加曼農，阿加曼農建議召集當年起誓的英雄一起進攻特洛伊，墨涅拉俄斯接受勸告，先找到年長的皮洛斯國王涅斯托爾，涅斯托爾非常生氣決定親自出征，並且帶上自己兩個兒子特拉敘墨得斯及安提洛科斯。其他征討的還包括阿爾戈斯國王狄奧墨得斯、歐波亞國王帕拉墨得斯、雅典國王得摩豐、克里特島國王伊多墨紐斯、墨利波亚国王菲洛克忒忒斯，他擁有赫拉克勒斯的弓箭，預言者預言沒有這些箭，特洛伊是攻不破的。另外還有薩拉彌斯國王大埃阿斯及羅克里斯英雄奧伊琉斯之子小埃阿斯，不過尚欠兩位國王未到。
伊塔刻岛國王奧德修斯以機智聞名，他剛與妻子佩涅洛佩結婚不久，誕下兒子忒勒瑪科斯，因此不願同行，當奧德修斯得知墨涅拉俄斯、阿加曼農、涅斯托爾及帕拉墨得斯來到伊塔刻時，他就裝瘋把牛套套在犁上耕田，又把鹽撒到田裡，帕拉墨得斯看出他的假扮，就把他的兒子放在田上，果然奧德修斯就在孩子前停了下來，奧德修斯不得不承認自己是假扮，只得履行當年的承諾，從這時起奧德修斯便恨帕拉墨得斯，並決心要報復。
另一位未到的國王是色薩利國王，著名的阿基里斯就是色薩利國王佩琉斯與海洋女神忒提斯的兒子。忒提斯知道阿基里斯會死於特洛伊，當阿基里斯還是嬰兒時，他就把他倒提腳踝浸於冥河斯提克斯中，使他刀槍不入，佩琉斯又將他交給喀戎教導，致使他能用各種兵器，當墨涅拉俄斯要出征的消息傳到忒提斯耳中時，她便把阿基里斯藏在斯庫羅斯島的呂科墨得斯的宮殿中，但是預言家卡爾卡斯泄露了他的行蹤，並告知他們阿基里斯身穿女服，不易辨認，奧德修斯和狄奧墨得斯就假扮商人來到宮殿，把貨物放在殿前，公主們都愛看珠寶首飾，只有阿基里斯在看武器，此時傳來劍擊聲，其實這是狄奧墨得斯在殿外發出的，女眷們都驚慌失措的逃跑，只有阿基里斯以為有敵人立時拿武器殺敵，就這樣他就被認了出來，阿基里斯高興能參與戰事，他還把兩個朋友智者福尼克斯及帕特羅克洛斯帶去戰場。佩琉斯知命運如此，就把結婚時火神赫淮斯托斯所鑄的鎧甲、海皇波塞冬送的神馬及人馬之王喀戎送的矛都給阿基里斯。

### 前往特洛伊
英雄們聚集在奧利斯港灣，希臘聯合遠征軍人數有十萬人，船數一千一百八十六。出發前大家都在岸邊祭壇作獻祭，忽然間祭壇下面爬出了一條血紅的怪蛇，牠彎曲成環狀爬上了樹，爬到樹最高處的一個鳥巢，吃了一隻雌鳥和八隻雛鳥，然後變成一塊石頭。眾人大惑，預言家 卡爾卡斯給他們揭示了意思，他說英雄們要圍城九年，只有在第十年才能攻下特洛伊，眾人大喜，向著亞細亞出發。
開航不久，希臘人在密细亚靠岸，這裡由赫拉克勒斯兒子忒勒福斯統治，希臘人以為這裡就是特洛伊就開始攻城，阿基里斯令忒勒福斯逃回城中，清晨時希臘人在收拾屍體時才知他們打的是同盟者而非特洛伊人，希臘人與忒勒福斯簽訂和約，由於忒勒福斯是普里阿摩斯的女婿，他不願出征打自己的岳父，卻承諾會幫助希臘人。
離開密细亚海岸後，英雄們遇到可怕的風暴，他們迷失了方向，最後又回到出發港奧利斯，第一次行動失敗，他們將自己的船都拖上岸，在岸上組成一個很大的軍營，許多英雄都回家去，連統帥阿加曼農也離開奧利斯，他們無法得知去特洛伊的路，只有忒勒福斯才知道，可是不久前希臘人才剛與他戰鬥，在戰鬥中，阿基里斯傷了他的大腿，傷口痛到了無法忍受的地步，忒勒福斯去德爾菲問阿波羅如何可治好創傷，女祭司皮提亞說只有阿加曼農才可治好他，他就打扮成乞丐去見阿加曼農，他見到阿加曼農的妻子克呂泰涅斯特拉，克呂滕涅斯特拉向忒勒福斯建議，當阿加曼農進來時，可以從搖籃抱起阿加曼農的兒子俄瑞斯忒斯，威脅他如果不治好其傷就把把小孩撞得粉碎，果然這令阿加曼農非常害怕並同意治好他，因為他也知道只有忒勒福斯可以指出去特洛伊的路，阿加曼農派人找阿基里斯，阿基里斯卻不知如何治好忒勒福斯的傷，奧德修斯告訴阿基里斯解藥就是矛尖上的鐵鏽，撒在忒勒福斯的傷口上果然快速癒合，於是忒勒福斯就答應帶領眾人往特洛伊。

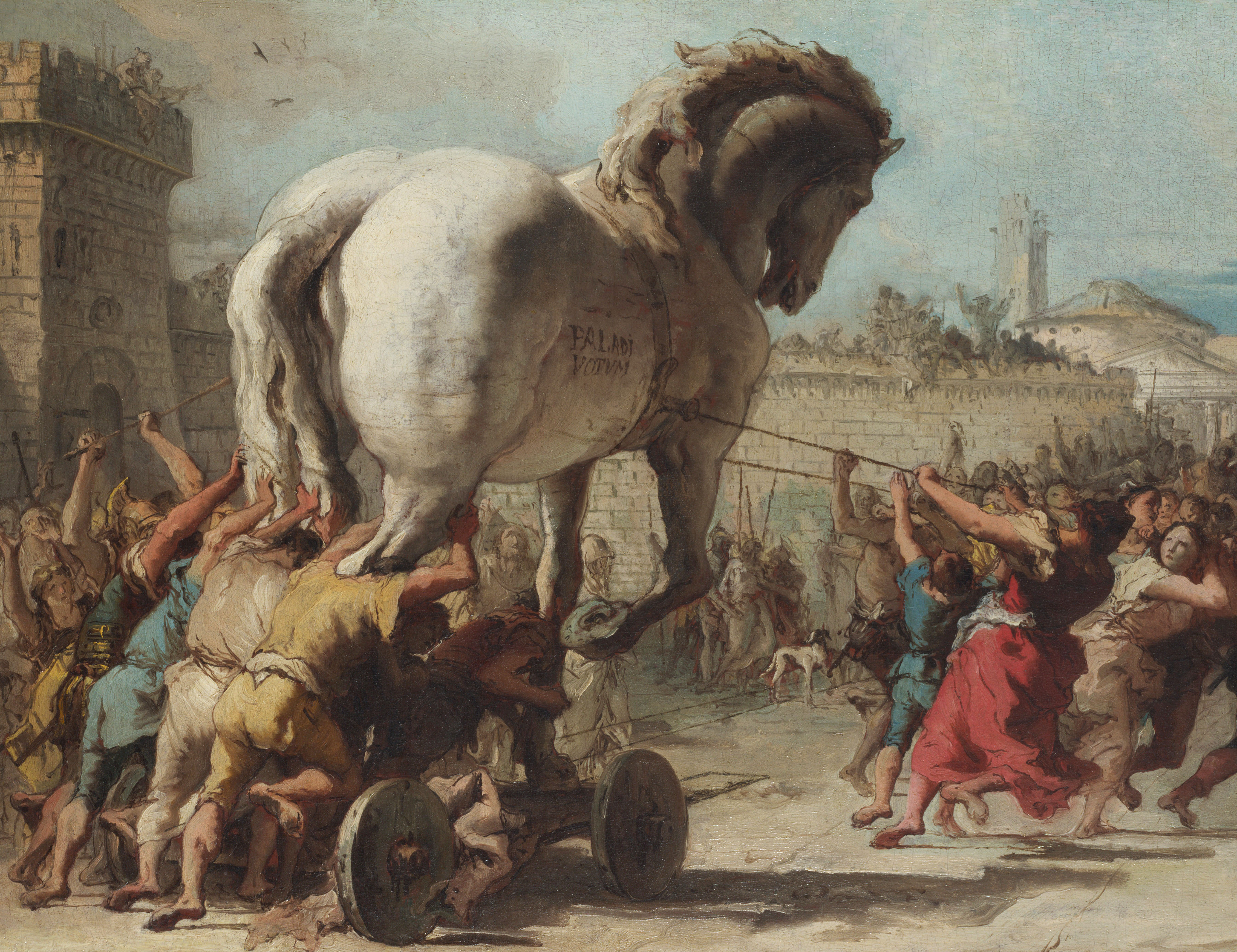
木馬屠城

可是海面上仍一直刮著逆風，原來是女神阿耳忒彌斯派來的，因為阿伽曼農曾殺死女神的神鹿令女神非常生氣。英雄們只得呆等風停，卡爾卡斯告訴大家只有把阿伽曼農的女兒伊菲格涅亚作祭品獻給女神才會饒恕希臘人，阿伽曼農得知後寧願放棄出征，墨涅拉俄斯再三請求，阿伽曼農終讓步，並派使者急步前往邁錫尼，隱瞞妻子說女兒要與阿基里斯訂婚而要帶女兒來軍營，當第一個使者離開軍營後，阿伽曼農又後悔派第二個使者告訴其妻真相，然而第二個使者被墨涅拉俄斯截住了，並譴責阿伽曼農的背叛，兩人爭吵間克呂滕涅斯特拉及伊菲格涅婭已到。

### 圍城前九年
希臘人再次出發，沿途風平浪靜，預言家告訴他們必須在萊姆諾斯島旁的克律塞島上對女神克律塞斯作獻祭才能攻城順利，菲洛克忒忒斯知道這個祭壇的位置，領袖們在島上跟著菲洛克忒忒斯來到祭壇，此時一條大蛇竄出並咬了菲洛克忒忒斯的腳，蛇毒令菲洛克忒忒斯腳痛得很厲害，臭味四溢，他早晚呻吟令大家都埋怨起來，最後奧德修斯建議把他拋棄到萊姆洛斯島的海岸上。就當菲洛克忒忒斯在船上熟睡之際，領袖們把他放在島上兩個岩石之間，給他留下了弓箭、衣服和食物，菲洛克忒忒斯就這樣被遺下了，但因為沒有他是攻不下特洛伊地的，希臘人在圍城第十年不得不再請他回來。
希臘人終於來到了特洛伊地的海岸，預言家警告誰第一個踏足海岸的就會先死，奧德修斯為了吸引將士上岸，自己把盾牌扔到岸上，靈活地跳上盾牌。普羅忒西拉奧斯渴望建立軍功，沒留意到奧德修斯的詭計，就立即跳上岸殺敵，特洛伊英雄赫克托爾擲出長矛，他就結束了性命。大家萬眾一心殺敵，特洛伊人抵擋不住退回城裡。第二天，雙方停火收拾屍體和埋葬戰士，之後希臘人把船拖上岸並修築防禦工事，阿基里斯及大埃阿斯的帳篷設在工事的兩端，以便防禦偷襲；阿伽曼農及奧德修斯的帳篷則在中央，以便統率全軍。修好後就派墨涅拉俄斯及奧德修斯與特洛伊人談判，他們要求歸還財寶及海倫，本來特洛伊人自知理虧已準備接受一切要求，但是帕里斯第一個不從，部份兄弟支持他，被收買的安提瑪科斯甚至要求逮捕墨涅拉俄斯並處死他。特洛伊先知赫勒諾斯认为神會讓特洛伊勝利，最後特洛伊人拒絕和談，戰爭正式開始。
希臘人開始圍城，攻了三次都無功而還，特洛伊人也不敢貿然出城進攻，希臘人只得侵佔附近的城邦，這包括忒涅多斯島、萊斯博斯島、佩達斯城、呂爾奈斯城等。當中彼奧提亞的忒拜也被佔領，此城是赫克托爾妻子安德羅馬克之父埃提翁所治理，阿基里斯一天所殺了安德羅馬克七個弟兄，並俘虜了阿波羅祭師克律塞斯的女兒克律塞伊斯及布里塞伊斯，希臘人把克律塞伊斯送給了阿伽曼農，而布里塞伊斯則歸阿基里斯所有。
希臘聯軍圍城的這九年間，包括對希臘人作出無數貢獻的帕拉墨得斯在内，希臘很多英雄都戰死了。其中，帕拉墨得斯之死，是因為奧德修斯出於嫉妒之心，加上當時帕拉墨得斯揭穿了奧德修斯裝瘋的詭計，奧德修斯就趁帕拉墨得斯想議和時誣陷他。奧德修斯把黃金藏在他的帳篷，並流傳他被普里阿摩斯收買了，很多人開始相信，另奧德修斯又偽造文書，阿伽曼農得到文書後，召集所有領袖到帳篷，其中也包括帕拉墨得斯；帕拉墨得斯百辭莫辯，被判釘上鎖鏈被人用石頭砸死，帕拉墨得斯求饒不果後就在海邊被處死了，這導致後來他的父親歐博亞國王瑙普利奧斯（Nauplius）的報復，起初阿伽曼農甚至不允許埋葬帕拉墨得斯的屍體，然而大埃阿斯不相信帕拉墨得斯背叛而安葬了他。

### 阿基里斯和阿伽曼農的爭執
終於到了圍城的第十年，阿波羅祭司克律塞斯來到希臘軍中，懇求阿伽曼農能釋放其女克律塞伊斯並願支付大筆贖金。然而，貪戀克律塞伊斯美色的阿伽曼農怎麼可能輕易放人，於是他罵走了克律塞斯。帶不回愛女的克律塞斯難過之餘向阿波羅控訴，於是阿波羅降瘟疫予希臘聯軍作天譴。十日後聯軍將領召開會議，會議上阿基里斯要求卡爾卡斯揭示神為什麼發怒，若其肯坦言不諱則必保其周全。卡爾卡斯聞之即和盤托出並要求阿伽曼農歸還克律塞伊斯。此時自知理虧的阿伽曼農面對眾人質疑的聲浪雖怒不可遏，但眾目睽睽下也只得遵從。然不堪蒙受琵琶別抱之痛的他立即要求在場的阿基里斯、奧德修斯及大埃阿斯等三人把得到的戰利拿出來補貼。面對此等無禮的索求，義憤填膺的阿基里斯亦揚言將即刻退出戰役返鄉，而不甘示弱的阿伽曼農則叫囂將沒入阿基里斯的女奴布里塞伊斯作為恫嚇。拿摯愛作威脅，此時阿基里斯真的被徹底激怒。說時遲、那時快，被激起殺意的阿基里斯拔出利劍，欲斬向早已惱羞成怒的阿伽曼農，而在一旁監看的雅典娜見狀即刻上前阻止，只因兩個英雄對赫拉來說都是十分重要的；更何況戰役已達十寒暑，在此般膠著的戰況下不能再為任何無謂之事而內耗自損。而為了安撫阿基里斯，雅典娜預先告知阿基里斯，阿伽曼農不久後將會為自己的狂妄付出慘痛的代價。雖然阿基里斯仍咽不下這口怨氣，但衝著雅典娜的面子也只能帶著滿腹的怨氣，悻悻然地與摯友帕特羅克洛斯一同離開並回到營帳。而奧德修斯則依阿波羅神諭，將克律塞伊斯帶往埃提翁城將克律塞斯送回。
然而，正當奧德修斯離開之時，顏面盡喪又怒火攻心的阿伽曼農立刻派傳令官塔爾提比奧斯及歐律巴忒斯兩人拿下阿基里斯的女奴布里塞伊斯作為報復，以抵償其失去克律塞伊斯的忿恨。阿基里斯深知這都是阿伽曼農的主意，但為了不引起太大的糾紛使赫拉為難，也只能先讓他們將心愛的布里塞伊斯帶走。於是悲痛欲絕的阿基里斯望向在大海的母親忒提斯哭訴，忒提斯答應會向宙斯稟報阿伽曼農的無禮，並央求能降厄於他。然而，母子兩人不知道宙斯早已去了埃塞俄比亞人那兒赴宴，最快也要十二天後才會回來。而也就從這天起，阿基里斯就一直悶在帳篷，不參與任何戰事，也因此讓早陷入泥淖聯軍戰況雪上加霜。終於挨到了第十二天，此時宙斯已回到奧林巴斯山，忒提斯乞求宙斯在阿伽曼農未向阿基里斯道歉前，讓特洛伊人先取得勝利。儘管宙斯知道此舉勢必引發赫拉不滿，但念在忒提斯在過去諸神欲推翻宙斯之時，曾喚百臂巨人布里阿瑞奧斯帮助他，便如其所願擾亂希臘聯軍作戰。
宙斯於是派睡神許普諾斯給阿伽曼農託假夢，讓他以為神預兆他破城在即。而是阿伽曼農在夢醒後立即召集所有將士英雄，然後在廣場上向大家宣布將要撤兵，藉此試探大家反應以探知眾人意欲。此時，眾人欲返鄉之情溢於言表，欣喜若狂地將船推回到海邊。然而赫拉擔心阿伽曼農會弄巧成拙，即刻派雅典娜嚴正地告訴奧德修斯阻止眾人，奧德修斯立時取了阿伽曼農那象徵最高權力的權杖並命令眾人回到廣場，最後大家也只能魚貫地回到廣場，歡喜的喧鬧又回復到日常的平靜。而此時只有忒爾西忒斯一人仍不斷叫囂，他勇敢地站出來反對國王，他尤其反對阿伽曼農及阿基里斯，在廣場上他辱罵阿伽曼農自私沒膽。奧德修斯走到他面前警告他住口，並用權杖痛毆了忒爾西忒斯，奧德修斯此舉重新鼓舞希臘人，於是軍隊在向宙斯獻祭後向特洛伊城進攻。然而，他們卻不知道宙斯早已拒絕了他們的獻祭。

### 墨涅拉俄斯和帕里斯的決鬥
眾神的使者伊里斯變成普里阿摩斯兒子波呂忒斯的樣子向特洛伊人通報希臘軍的迫近，特洛伊軍列隊走出了城，兩軍對峙時帕里斯從特洛伊軍走出來，示意跟墨涅拉俄斯單挑，欲親手報仇的墨涅拉俄斯也亢奮起來。帕里斯看到墨涅拉俄斯亢奮的樣子，怕得縮在朋友的旁邊，赫克托爾就責罵他是個膽小鬼，並指責他是戰爭的罪魁禍首。帕里斯硬著頭皮迎戰，於是兩軍都屏息靜氣，此時墨涅拉俄斯要求普里阿摩斯見證這場決鬥，同時伊里斯女神化作普里阿摩斯女兒拉奧狄克的樣子，叫海倫登上斯開亞門的塔樓觀戰。普里阿摩斯與阿伽曼農、奧德修斯等向眾神作了獻祭，立誓遵守條約後就回到塔樓上，他不忍近距離看到任何一方的死亡。
決鬥開始時由帕里斯先向墨涅拉俄斯擲矛，他的長矛打中了墨涅拉俄斯的盾牌卻沒有刺穿它；當墨涅拉俄斯擲矛時，矛穿過了帕里斯的盾牌及鎧甲，反應快的帕里斯跳到一邊而得救。墨涅拉俄斯以劍作攻擊，但由於用力太猛而使劍斷為四節，墨涅拉俄斯便徒手抓著帕里斯，把帕里斯拖往希臘軍中，帕里斯透不過氣來，此時阿芙羅狄忒女神割斷了帕里斯的頭盔帶令墨涅拉俄斯手中只剩下一個頭盔，並用濃霧遮住墨涅拉俄斯，伺機將帕里斯攝回城中。墨涅拉俄斯大怒，阿伽曼農宣布墨涅拉俄斯的勝利，要求特洛伊軍交納貢賦，卻得不到回應。
這時，赫拉要求宙斯派雅典娜去挑動特洛伊人毀約，宙斯不願地順從。雅典娜化身為安忒諾耳的兒子拉奧多科斯走到潘達羅斯面前，說服他用箭射死墨涅拉俄斯，潘得羅斯發箭，雅典娜卻刻意讓箭只射進墨涅拉俄斯的肌膚，並無大礙，希臘軍的醫生瑪卡翁在傷口上撒了藥粉。隨後，阿伽曼農檢閱將士，發布命令，兩軍開始鏖戰，隨後死相枕藉，戰場上屍橫遍野。指揮希臘軍的是雅典娜，而指揮特洛伊軍的卻是戰神阿瑞斯，希臘人勢如破竹，阿波羅告訴特洛伊人阿基里斯並不在希臘軍中，而雅典娜則特別加助狄奧墨得斯力量，潘達羅斯見狀向狄奧墨得斯發箭，箭雖中卻沒傷狄奧墨得斯性命，潘達羅斯以為狄奧墨得斯死了，卻不料狄奧墨得斯已叫另一英雄斯忒涅洛斯叫到跟前拔箭，並求雅典娜替他報仇。雅典娜賦予他力氣，讓他在軍中殺傷阿芙羅狄忒女神。特洛伊的英雄、阿芙羅狄忒之子埃涅阿斯叫潘達羅斯一同擊退狄奧墨得斯。狄奧墨得斯擲矛刺死潘達羅斯，埃涅阿斯保護潘達羅斯屍首，狄奧墨得斯向埃阿涅斯擲大石，幸得阿芙羅狄忒保護了他。狄奧墨得斯追上女神並刺傷了她，阿芙羅狄忒退走遺下埃阿涅斯，狄奧墨得斯再向埃阿涅斯猛撲，三次都被阿波羅擋回，第四次進攻時被阿波羅喝退。
阿波羅把埃阿涅斯帶到他在特洛伊的神廟裡，而造了一個假替身放在戰場上，阿波羅叫戰神阿瑞斯制服狄奧墨得斯，於是阿瑞斯化身色雷斯英雄阿卡瑪斯跑去鼓舞特洛伊人，而埃阿斯兄弟、奧德修斯及狄奧墨得斯則在指揮希臘人，然而希臘軍卻被殺得連連後退。戰鬥中，希臘軍的特勒波勒摩斯被宙斯兒子薩爾佩冬用長矛刺死，薩爾佩冬也因腰傷而被拖走。赫拉和雅典娜見大事不妙，雅典娜便變身為英雄斯滕托爾鼓舞希臘人，又對狄奧墨得斯說不用怕對神作出攻擊，並勸他攻擊阿瑞斯。雅典娜趁阿瑞斯殺死英雄佩里法斯之時，令阿瑞斯看不到她而和狄奧墨得斯兩人走到他附近，對阿瑞斯作出了攻擊，阿瑞斯受傷後走回宙斯處，宙斯派神醫派翁治好了阿瑞斯，並說服阿瑞斯重回戰場。

### 赫克托爾決戰大埃阿斯
赫克托爾回到城中，匆忙走向皇宮，在宮中，他碰到自己的母親赫庫芭，他叫母親快去召集特洛伊的婦女們向雅典娜作獻祭以制止發了狂的狄奧墨得斯，得到赫庫芭答應後，他又去找帕里斯，他見帕里斯只在檢查自己的武器時就譴責他一點也不緊張，美麗的海倫也同樣在譴責他，帕里斯說自己正準備戰鬥，赫克托爾沒多留片刻，就去找妻子安得羅瑪克，在城門上他找到了妻子及兒子阿斯提阿那克斯．安得羅瑪克知道自己的丈夫將命喪戰場，勸赫克托爾別上戰場，赫克托爾不許又從斯開亞門那裡出去赴戰，趕上了剛上戰場的帕里斯，他們的出現令特洛伊人士氣大振，他們聯同格勞科斯殺死了希臘的許多英雄，雅典娜欲幫助希臘人，剛撞上幫助特洛伊人的太陽神阿波羅，阿波羅只答應休戰，兩位神決定為了止戰，必須慫恿赫克托爾向希臘最著名的英雄單挑，赫克托爾的兄弟赫勒諾斯感應到神的意思，就叫赫克托爾如此地做，戰場上兩軍都暫且停戰，只有赫克托爾叫陣，希臘軍無人敢應戰，墨涅拉俄斯非常憤怒，寧願自己作戰，阿伽曼農止住了他，因為單挑赫克托爾是連阿基里斯也沒必勝信心的事，長者涅斯托爾教訓希臘的英雄，這時，有九個人願意作單挑，分別是阿伽曼農、狄奧墨得斯、大埃阿斯、小埃阿斯、伊多墨紐斯、墨里奧涅斯、歐律皮洛斯、托阿斯及奧德修斯，大埃阿斯被抽中出戰，他非常高興走了出來，此時赫克托爾也有點膽怯。
戰鬥開始時，赫克托爾先投槍，被大埃阿斯的盾牌擋住了，大埃阿斯投槍穿過了赫克托爾的盾牌及護甲，可是矛尖卻偏了一邊才救了赫克托爾一命，兩位英雄拾槍再戰，大埃阿斯又一次刺穿了赫克托爾的盾牌，並刺傷了他的脖，之後大埃阿斯拾起大石投向赫克托爾，這次傷了赫克托爾的腳，阿波羅迅速將他抬起，這時兩位英雄就要進行埋身戰了，然而千鈞一髮間，傳令官來到制止了戰事，以避免兩敗俱傷，兩人識英雄重英雄，互相交換了腰帶以作紀念，特洛伊人為赫克托爾未受大礙而高興，而希臘軍也看到大埃阿斯的強大而鼓舞，雙方同意休戰，入夜後雙方進行了各自的會議，儘管特洛伊軍向希臘軍提出交還財寶及額外的珠寶，但希臘軍卻因帕里斯不肯交還海倫而拒絕停火。

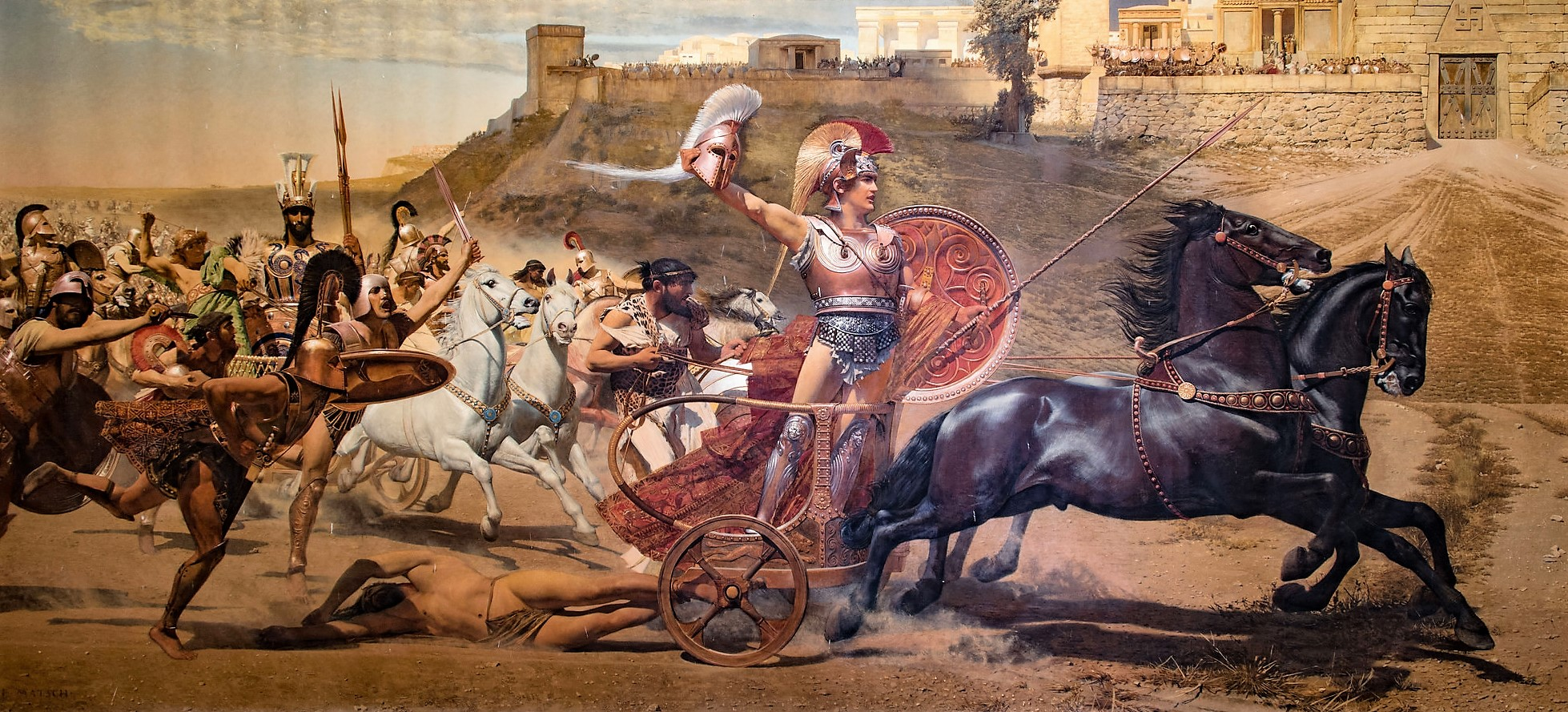
阿基里斯戰勝後用馬車拖著赫克托耳的屍體

### 特洛伊人的勝利
翌晨，宙斯召集眾神警告他們今天不可幫任何一面，他乘著馬車來到伊達山的山頂觀戰，戰爭一直持續到中午，此時宙斯拿出天秤，特洛伊人的一邊高舉，而希臘軍一面則傾到地面，宙斯令雷聲作響，希臘軍全體撤退，只有涅斯托爾一人留在戰場，此時帕里斯射傷了他的馬的眼睛，馬立即變得不受控制，赫克托爾趕到舉劍要殺涅斯托爾，剛好狄奧墨得斯趕到把涅斯托爾拉上自己的戰車，便去迎戰赫克托爾，他刺中了赫克托爾的馭者，馬車不受控制，英雄阿爾克普托勒摩斯登上了戰車代替馭者，宙斯以閃電投向馬前，馬嚇得亂竄，涅斯托爾勸狄奧墨得斯離開戰場，因為宙斯不想見到他的勝利，狄奧墨得斯聽從，特洛伊軍乘勝追擊，赫克托爾對狄奧墨得斯拼命嘲笑，狄奧墨得斯三次想回到戰場卻都被雷電止住，涅斯托爾明白今天勝利將歸特洛伊人，而赫拉請求波賽冬援助希臘軍，波賽冬拒絕了她。
戰鬥直逼至希臘軍的圍牆邊，阿伽曼農請求宙斯幫助，此時宙斯起了憐憫之心，帶來了吉兆，一隻巨鷹將一隻鹿攫起並投在宙斯的神壇上面，希臘人士氣大增，當中以狄奧墨得斯最為興奮殺敵，另外，透克羅斯也殺死了普里阿摩斯的兒子戈爾古提翁及阿爾克普托勒摩斯，赫克托爾大怒用巨石打傷了他的肩，幸好大埃阿斯來到掩護他才幸免於難。特洛伊人由圍牆攻至希臘軍的船邊，儘管女神們想幫助希臘軍，但宙斯卻派使者伊里斯阻止她們並威脅要動怒，女神們都止住了，宙斯對赫拉說在阿伽曼農主動向阿基里斯修好前，特洛伊人還要得勝。入夜後，赫克托爾率軍在城外紮營，務求明天一舉擊退希臘軍。

### 木马屠城
第二天的早晨非常奇怪。希腊联军的战舰突然扬帆离开了。平时喧闹的战场变得寂静无声。特洛伊人以为希腊人撤军回国了，他们跑到城外，却发现海滩上留下一只巨大的木马。
特洛伊人惊讶地围住木马，他们不知道这木马是干什么用的。有人要把它拉进城里，有人建议把它烧掉或推到海里。正在这时，有几个牧人捉住了一个希腊人，他被绑着去见特洛伊国王。这个希腊人告诉国王，这个木马是希腊人用来祭祀雅典娜女神的。希腊人估计特洛伊人会毁掉它，这样就会引起天神的愤怒。但如果特洛伊人把木马拉进城里，就会给特洛伊人带来神的赐福，所以希腊人把木马造得这样巨大，使特洛伊人无法拉进城去。特洛伊国王相信了这话，正准备把木马拉进城时，特洛伊的祭司拉奥孔跑来制止，他要求把木马烧掉，并拿长矛刺向木马。木马发出了可怕的响声，这时从海裡窜出两条可怕的蛇，扑向拉奥孔和他的两个儿子。拉奥孔和他的儿子拚命和巨蛇搏斗，但很快被蛇缠死了。两条巨蛇从容地钻到雅典娜女神的雕像下，不见了。
希腊人又说，“这是因为他想毁掉献给女神的礼物，所以得到了惩罚。”特洛伊人赶紧把木马往城里拉。但木马实在太大了，它比城墙还高，特洛伊人只好把城墙拆开了一段。当天晚上，特洛伊人欢天喜地，庆祝胜利，他们跳着唱着，喝光了一桶又一桶的酒，直到深夜才回家休息，做着关于和平的美梦。
深夜，一片寂静。劝说特洛伊人把木马拉进城的希腊人走到木马边，轻轻地敲了三下，这是约好的暗号。藏在木马中的全副武装的希腊战士一个又一个地跳了出来。他们悄悄地摸向城门，杀死了睡梦中的守军，迅速打开了城门，并在城里到处点火。隐蔽在附近的大批希腊军队如潮水般涌入特洛伊城。十年的战争终于结束了。希腊人把特洛伊城掠夺成空，烧成一片灰烬。男人大多被杀死了，妇女和儿童大多被卖为奴隶，特洛伊的财宝都装进了希腊人的战舰。海伦也被墨涅拉俄斯带回了希腊。特洛伊战争就此结束。

### 战争英雄的結局
战争胜利后，希腊联军统帅阿伽門農顺利回到迈锡尼，然而被他的妻子克吕泰涅斯特拉与情人埃癸斯托斯谋害。
希腊英雄奥德修斯在特洛伊战争历经十年胜利后历尽坎坷最终重归故里伊塔刻岛，奥德修斯在归途中，到达女神卡吕普索的岛屿，在那里滞留了七年，然后到斯克里亚岛，受那里的国王菲埃克斯的款待。他向国王讲述他漂流的经历，经历之一是刺瞎独目巨人的眼睛。最后他终于回到故乡，杀死那些觊觎他的王权，向他的妻子求婚的人，全家人得以团聚。荷马史诗《奥德赛》前后共描写了四十一天的活动，所歌咏的虽然是属于迈锡尼文明时代的遗闻，但却如实反映了公元前11世纪-公元前9世纪希腊青铜时代的政治、经济、风俗习惯、文化生活。
古罗马诗人维吉尔的《埃涅阿斯纪》长诗共十二卷，约三十余万字，内容是特洛伊战争失利以后特洛伊英雄埃涅阿斯如何带领族人辗转漂泊，移民到意大利，终于在罗马建国的故事。前三卷讲特洛伊战争的传说神话及埃涅阿斯与诸神的关系以及他如何在战后携族人出走，航海途中经色雷斯、克里特等地的经历。第四、五卷讲他行经迦太基和西西里等地的遭遇。等六卷以后主要讲埃涅阿斯来到意大利以后在拉丁姆平原与当地人发生的纠葛，以及定居下来后进行的一系列斗争。

搶回海倫

## 特洛伊战争的歷史事實
特洛伊战争是古希腊迈锡尼文明时代末期亚该亚人与小亚细亚西海岸的特洛伊城邦之间的一场战争。关于特洛伊战争的故事主要见于荷马史诗《伊利亚特》。在現代科學出現以前，包括希罗多德和修昔底得在内的历史学家们一般都不否认这场战争的真实性，虽然对它进行的年代，自古以来便没有一种统一的定说。
按希罗多德推测，特洛伊战争进行的年代约在公元前1250年左右，而根据Mor Pchum的记载，希腊人攻陷特洛伊的时间应在前1290—8年间。近代某些学者将破城时间估放在前1370年左右。希腊学者厄拉托塞奈斯（生于前275年）的考证和提法得到一批学人的赞同——他的定取是前1193—84年。大体说来，現代科學出現以前的西方学术界一般倾向于将特洛伊战争的进行年代拟定在公元前十三到十二世纪，即迈锡尼文明（公元前1600—公元前1100年）的后期。
但是直到19世纪后期，德国考古学家谢里曼和多普菲德发掘特洛伊、迈锡尼文明遗址，获大批古迹及金银制品後，現代科學才願意承認希腊神话中有关特洛伊城和战争的歷史描述中包含着真实的成分，而且時間正如上古历史学家们所述，就是在迈锡尼文明的后期。

## 參看
- 特洛伊木马
- 赤壁之戰，中國民間傳說中起因與爭奪美女有關的戰爭。